# 프로핏 (리그 오브 레전드 프로게이머)
프로핏(본명: 김준형, 1995년 9월 15일 ~ )은 대한민국의 리그 오브 레전드 프로게이머로 포지션은 탑 라이너이다. 아이디는 Profit을 사용하고 있다.

## 선수 생활
2014년 8월, 빅파일 미라클에 입단하면서 프로 커리어를 시작했다.
2014년 11월, 인빅투스 게이밍의 2군팀인 영 글로리에 입단했다. 2015년 4월, 팀에서 퇴단했다.
2017시즌을 앞두고 SK텔레콤 T1에 입단했다. 스프링 시즌동안 후니의 서브 선수로 활동하면서 간간히 출전했다.
2017 서머 시즌을 앞두고 닌자스 인 파자마스에 입단했다. 서머 시즌 분전하는 모습을 보여주었지만 팀은 전체적으로 부진한 모습을 보여주었으며 시즌 종료 이후 2부리그로 강등당했다.
2018시즌을 앞두고 팀 로캣에 입단했다. 스프링 시즌 동안 팀의 주전 탑 라이너로 활동하였다.
2019시즌을 앞두고 로그에 입단했다. 하지만 좋지 못한 모습을 보여주었으며 2군 팀으로 내려가게 되었다.
2020년 5월, 베트남의 팀 플래쉬에 입단했다. 팀 플래쉬에서는 보조 코치로 활동하면서 롤드컵 진출을 도모했다. 서머 시즌 팀의 우승에 기여하면서 롤드컵에 진출하는데 성공했다. 하지만 코로나19 유행으로 인한 베트남 정부의 조치로 인해 베트남 리그 팀들이 롤드컵 출전을 포기하면서 출전이 무산되었다.

## 소속팀
| # | 팀명               | 소속 기간             | 소속 리그 | 비고 |
| - | ------------------ | --------------------- | --------- | ---- |
| 1 | 빅파일 미라클      | 2014.08~2014          | LCK       |      |
| 2 | 영 글로리          | 2014.11.21~2015.04    |           |      |
| 3 | SK텔레콤 T1        | 2016.11.01~2017.05.23 | LCK       |      |
| 4 | 닌자스 인 파자마스 | 2017.05.23~2017.10.17 | LEC       |      |
| 5 | 팀 로캣            | 2017.12.12~2018.11.20 | LEC       |      |
| 6 | 로그               | 2018.11.30~2020.01.17 | LEC       |      |
| 7 | 팀 플래쉬          | 2020.05.19~2021.01    | VCS       |      |

## 수상 경력
- 리그 오브 레전드 챔피언스 코리아 스프링 2017 우승
- 베트남 챔피언십 시리즈 서머 2020 우승 (보조 코치)